# Mark Mancina
Mark Mancina (* 9. März 1957 in Santa Monica, Kalifornien) ist ein US-amerikanischer Komponist, der hauptsächlich für Hollywood-Produktionen arbeitet.

## Biografie
Mark Mancina studierte an der California State University in Fullerton, Kalifornien, sechs Jahre lang Komposition und Darstellendes Spiel. Zu dieser Zeit wollte er eigentlich eine Karriere als Sänger anstreben und verdiente sich als Piano-Vokalist in Nachtclubs etwas Geld dazu.
Später hatte er in den Achtzigern eine eigene Band namens Dexter, wodurch er Einblick in die verschiedenen Stile der Popmusik gewann und schließlich zum Musikproduzenten avancierte.
Er konnte sich später als Komponist vor allem durch seine fulminante musikalische Untermalung für den rasanten Film Speed hervortun, dessen Soundtrack im Sommer 1994 auf Platz 1 der Verkaufscharts landete. Innerhalb eines Jahres wiederholte er diese Platzierung mit seinem Soundtrack zum Film Bad Boys – Harte Jungs.
Seine intensive Arbeit im Filmgeschäft begann mit der gemeinschaftlichen Arbeit zu Tage des Donners und True Romance, bei denen er u. a. mit Hans Zimmer zusammenarbeitete. Darauf folgend komponierte er den Originalsoundtrack zum Film Monkey Trouble und arbeitete sich über diverse andere Filme wie Money Train, Moll Flanders oder Twister in die obere Komponisten-Riege hinauf.
Mark Mancina produzierte für einige der erfolgreichsten Künstler in der populären Musik, so z. B. für Seal bei seiner Nummer-1-Single (in Großbritannien) Crazy, Billy Idol, Yes bei deren Album Union und für Emerson, Lake & Palmer.
Während er auf den beiden Schienen Filmmusik und Popmusik aktiv ist, arrangierte er drei Elton-John-Songs aus Disneys Der König der Löwen, was ihm den American Music Award in der Kategorie Favorite Pop/Rock album und einen Grammy Award in der Kategorie Best children’s Album einbrachte. Seine spätere Arbeit am König der Löwen in der Broadway-Version lässt ihn erneut einen Grammy gewinnen. Diesmal aber in der Kategorie Best Musical Show Album.
Er verwirklichte sich außerdem im Fernsehen, wo er beispielsweise Soundtracks für die CBS-Serie Space Rangers und die ausgezeichnete Dokumentarserie Millennium schrieb.
Des Weiteren vertonte er einige Werbespots, so z. B. für Marlboro, GTE, Black & Decker, Reebok, J. C. Penney, Jaguar und Diet Rite.

## Filmmusiken (Auswahl)
- 1987: Code Name Vengeance
- 1987: Night Wars
- 1987: Rage to Kill
- 1988: Space Mutiny
- 1989: Future Force
- 1992: Sleeping Dogs – Tagebuch eines Mörders (Where Sleeping Dogs Lie)
- 1993: True Romance zusätzliche Musik mit Hans Zimmer
- 1994: Immer Ärger um Dojo (Monkey Trouble)
- 1994: Speed
- 1995: Assassins – Die Killer (Assassins)
- 1995: Bad Boys – Harte Jungs (Bad Boys)
- 1995: Fair Game
- 1995: Money Train
- 1995: (K)ein Vater gesucht (Man Of The House)
- 1996: Twister
- 1996: Moll Flanders
- 1997: Con Air (zusammen mit Trevor Rabin)
- 1997: Speed 2 (Speed 2: Cruise Control)
- 1997: Für das Leben eines Freundes (Return To Paradise)
- 1999: Tarzan
- 2000: Bait – Fette Beute (Bait)
- 2001: Tödliches Vertrauen (Domestic Disturbance)
- 2001: Training Day
- 2003: Bärenbrüder (Brother Bear)
- 2003: Die Geistervilla (The Haunted Mansion)
- 2003: The Reckoning
- 2005: Asylum
- 2005: Tarzan 2 (Tarzan II)
- 2005–2006: Blood+ (Fernsehserie)
- 2005–2009: Criminal Minds (Fernsehserie)
- 2007: Der Klang des Herzens (August Rush)
- 2007: Shooter
- 2009: Zuhause ist der Zauber los (Imagine That)
- 2009: Stürmische Zeiten – Gib niemals auf (Hurricane Season)
- 2013: Planes
- 2014: Planes 2 – Immer im Einsatz (Planes: Fire & Rescue)
- 2016: Vaiana (Moana)
- 2021: Cry Macho
- 2022: Das Seeungeheuer (The Sea Beast)
- 2024: Juror #2
- 2024: Vaiana 2 (Moana 2)